# Opérateur de Gauss-Kuzmin-Wirsing
En mathématiques, l'opérateur de Gauss-Kuzmin-Wirsing apparaît dans l'étude des fractions continues. Il est aussi relié à la fonction zêta de Riemann. Il est nommé d'après Carl Friedrich Gauss, Rodion Kuzmin et Eduard Wirsing.

## Introduction
L'opérateur de Gauss-Kuzmin-Wirsing est l'opérateur de transfert de l'application de Gauss
{\displaystyle h(x)=1/x-\lfloor 1/x\rfloor .}
Cet opérateur agit sur les fonctions par
{\displaystyle [Gf](x)=\sum _{n=1}^{\infty }{\frac {1}{(x+n)^{2}}}f\left({\frac {1}{x+n}}\right).}
La zéro-ième fonction propre de cet opérateur est
{\displaystyle {\frac {1}{\ln 2}}~{\frac {1}{1+x}},}
qui correspond à la valeur propre 1. Cette fonction propre donne la probabilité d'occurrence d'un entier donné dans un développement en fraction continue, et est connue sous le nom de loi de Gauss-Kuzmin. Ceci en découle en partie du fait que l'application de Gauss agit comme un opérateur de décalage troncaturant les fractions continues : si
{\displaystyle x=[0;a_{1},a_{2},a_{3},\ldots ]}
est la représentation en fraction continue d'un nombre 0 < x < 1, alors
{\displaystyle h(x)=[0;a_{2},a_{3},\ldots ].}
D'autres valeurs propres peuvent être calculées numériquement ; la valeur propre suivante est λ1 = −0,3036630029…
et est connue sous le nom de constante de Gauss-Kuzmin-Wirsing. Les formes analytiques pour ces autres valeurs propres
ne sont pas connues ; on ignore si elles sont irrationnelles.

## Relation avec la fonction zêta de Riemann
L'opérateur GKW est relié à la fonction zêta de Riemann. La fonction zêta peut être écrite sous la forme
{\displaystyle \zeta (s)={\frac {1}{s-1}}-s\int _{0}^{1}h(x)x^{s-1}~{\rm {d}}x}
ce qui implique que
{\displaystyle \zeta (s)={\frac {s}{s-1}}-s\int _{0}^{1}x\left[Gx^{s-1}\right]~{\rm {d}}x,}
par changement de variable.

## Éléments matriciels
Considérons les développements en série de Taylor au point x = 1 pour une fonction f(x) et {\displaystyle g(x)=[Gf](x)}. C'est-à-dire, soit
{\displaystyle f(1-x)=\sum _{n=0}^{\infty }(-x)^{n}{\frac {f^{(n)}(1)}{n!}}}
et écrivons de même pour g(x). Le développement est fait en x = 1 parce que l'opérateur GKW n'a pas un bon comportement au point x = 0. Le développement est fait pour 1 – x de manière à pouvoir garder pour x un nombre positif, 0 ≤ x ≤ 1. Alors, l'opérateur GKW agit sur les coefficient de Taylor par
{\displaystyle (-1)^{m}{\frac {g^{(m)}(1)}{m!}}=\sum _{n=0}^{\infty }G_{m,n}(-1)^{n}{\frac {f^{(n)}(1)}{n!}},}
où les éléments matriciels de l'opérateur GKW sont donnés par
{\displaystyle G_{m,n}=\sum _{k=0}^{n}(-1)^{k}{n \choose k}{k+m+1 \choose m}\left[\zeta (k+m+2)-1\right].}
Cet opérateur est extrêmement bien formé, et ainsi il peut être suivi numériquement. Chaque entrée est une série zêta rationnelle finie. La constante de Gauss-Kuzmin est facilement calculée avec une grande précision en diagonalisant numériquement la partie supérieure gauche n × n. Il n'existe pas d'expression connue qui diagonalise cet opérateur ; il n'existe pas d'expression finie connue pour les valeurs propres ou les vecteurs propres.

## La fonction zêta de Riemann
La fonction zêta de Riemann peut être écrite sous la forme
{\displaystyle \zeta (s)={\frac {s}{s-1}}-s\sum _{n=0}^{\infty }(-1)^{n}{s-1 \choose n}t_{n}}
où les tn sont donnés par les éléments matriciels ci-dessus :
{\displaystyle t_{n}=\sum _{m=0}^{\infty }{\frac {G_{m,n}}{(m+1)(m+2)}}.}
En effectuant les sommations, on obtient :
{\displaystyle t_{n}=1-\gamma +\sum _{k=1}^{n}(-1)^{n}{n \choose k}\left[{\frac {1}{k}}+{\frac {\zeta (k+1)}{k+1}}\right]}
où γ est la constante d'Euler-Mascheroni. Ces tn jouent un rôle analogue aux constantes de Stieltjes, mais pour le développement en factorielles décroissantes. En posant
{\displaystyle a_{n}=t_{n}-{\frac {1}{2(n+1)}},}
on obtient : a0 = –0,0772156…, a1 = –0,00474863…, etc. Les valeurs deviennent petites rapidement mais sont oscillatoires. Certaines sommes explicites sur ces valeurs peuvent être exécutées. Elles peuvent être reliées explicitement aux constantes de Stieltjes en réexprimant la factorielle décroissante comme un polynôme avec les coefficients en nombre de Stirling, puis en le résolvant. Plus généralement, la fonction zêta de Riemann peut être réexprimée comme un développement en termes de suites de Sheffer de polynômes.
Le développement de la fonction zêta de Riemann relaté ici sous forme de « factorielle descendante », a été introduit et complètement étudié,. Les coefficients sont décroissants comme
{\displaystyle \exp(-cn^{1/2})}
où c est une constante positive.